# 1718 en droit
Cet article présente les faits marquants de l'année 1718 en droit.

## Événements
- Réforme judiciaire en Russie : les voïévodes sont déchus de leurs pouvoirs judiciaires. Des cours de première et seconde instance sont établies dans toutes les provinces, et des cours d’appel dans les villes les plus importantes[1].

- 21 juillet : traité de Passarowitz (Požarevac) entre l’Autriche, Venise et la Turquie, qui cède un grand nombre de territoires dont la Petite-Valachie (Olténie), le Banat de Temesvar, une partie de la Serbie jusqu’à la Šumadija (1718-1739), le nord de la Bosnie et Belgrade aux Habsbourg. Venise acquiert la Dalmatie, l’Albanie et la Herzégovine et déclare sa neutralité envers ses voisins. Les Ottomans récupèrent la Morée. L’Autriche parvient à sa plus grande extension territoriale. Les échanges entre l’Empire et les Ottomans se développent à la suite d’un traité commercial avantageux pour l’Autriche.

- 2 août : traité de Londres (dit aussi traité de Cockpit). Formation de la Quadruple-Alliance composée de la France, du Royaume-Uni, des Provinces-Unies (16 février 1719) et de l'empereur, pour le maintien du traité d'Utrecht contre l’Espagne. Le duc de Savoie doit céder la Sicile à l’Autriche contre la Sardaigne[2].

- 26 novembre : réforme fiscale en Russie ; l’impôt cadastral (par feu) est remplacé par la capitation, l’impôt sur les maisons ou les cultures par un impôt sur les « âmes »[3].

- 26 décembre (16 décembre du calendrier julien) : Ulrique Éléonore renonce à l'absolutime et permet l'ouverture de l'ère de la liberté[4].

## Décès
- 6 janvier : Giovanni Vincenzo Gravina, juriste italien et homme de lettres, auteur des Originum juris civilis libri tres (° 20 janvier 1664).